# Etappe
Een etappe is een deel van een meerdaagse wedstrijd. Elke etappe is een wedstrijd op zich en heeft zijn eigen begin- en eindpunt. Over het geheel van de etappes wordt in een wedstrijd een algemeen klassement opgemaakt. Etappes worden veel gebruikt in de autosport, het langlaufen, de wielersport, en de zeilsport.

## Wielersport
In het wegwielrennen vindt meestal voor de duur van een wedstrijd iedere dag een etappe plaats, maar soms zijn er twee korte etappes op één dag (een ochtend- en een middagetappe). In wedstrijden die langer dan twee weken duren, zijn er vaak één of twee rustdagen — dagen waarop geen etappe wordt verreden.
Door een wielerwedstrijd in verscheidene etappes op te delen, is het mogelijk een grotere afstand af te leggen. De Ronde van Frankrijk was in 1903 de eerste wedstrijd over meer etappes. Toen was het voor het eerst mogelijk om met één enkele wedstrijd heel Frankrijk aan te doen. Etappes hebben meestal een lengte tussen 150 en 250 kilometer. 

### Soorten etappes
- Proloog
- Rit in lijn
- Individuele tijdrit
- Ploegentijdrit

## Auto- en motorsport
Ook in auto- en motorsportraces zoals het wereldkampioenschap Rally en de beroemde Dakar-rally wordt het woord etappe gebruikt om een individuele (dag)race aan te geven die onderdeel uitmaakt van een meerdaagse/grotere wedstrijd.

## Zeilsport
Sommige zeilwedstrijden maken gebruik van etappes om daardoor competitie over lange afstanden mogelijk te maken. Met name in zeilwedstrijden rondom de wereld zoals de Volvo Ocean Race en de Vendee Globe wordt gevaren per etappe. Etappes hebben dan een lengte die kan variëren van enkele dagen tot enkele maanden. Het is gebruikelijk om deelnemers punten per etappe toe te kennen op basis van hun prestaties. Degene met het hoogste aantal punten in het klassement wordt als eindwinnaar uitgeroepen.

## Langlaufen
In het langlaufen kent men ook etappekoersen. De meest prestigieuze is sinds 2006 de Tour de Ski, bestaande uit zes tot negen etappes op diverse plaatsen in de Alpen en Centraal-Europa. De etappes bestaan uit een afwisseling van tijdritten, achtervolgingen en massastarts in de vrije en klassieke stijl; de laatste etappe gaat bergop. Ook de Nordic Opening, Ski Tour Canada en de wereldbekerfinale langlaufen worden in etappevorm gelanglauft.